# Рубцовск (станция)
Рубцо́вск — станция Западно-Сибирской железной дороги, расположенная в городе Рубцовске Алтайского края.
1 декабря 2004 года было открыто новое здание вокзала, построенное на месте прежнего вокзала.

## История
Первое здание вокзала было построено в 1914 году. В нём размещались помещения дежурного по станции, начальника станции, товарной конторы, билетной кассы, небольшого зала ожидания для пассажиров, частного буфета.
В августе 1915 года открыто временное движение на Алтайской железной дороге по линии Барнаул — Семипалатинск.

## Поезда дальнего следования
| № поезда | Маршрут движения      | № поезда | Маршрут движения      |
| -------- | --------------------- | -------- | --------------------- |
| 109Н     | Омск — Рубцовск       | 110Н     | Рубцовск — Омск       |
| 301Н     | Новосибирск — Алматы  | 302Ц     | Алматы — Новосибирск  |
| 369Н     | Новосибирск — Ташкент | 370Ф     | Ташкент — Новосибирск |
| 385Н     | Новосибирск — Бишкек  | 386Щ     | Бишкек — Новокузнецк  |

## Пригородные поезда
Курсируют скорые пригородные поезда (электрички) от станции Барнаул до Рубцовска («Просторы Алтая»).
| № поезда            | Маршрут движения   | № поезда            | Маршрут движения   |
| ------------------- | ------------------ | ------------------- | ------------------ |
| 6119                | Алейская — Локоть  | 6118                | Локоть — Алейская  |
| 6124/6122 6134/6132 | Рубцовск — Барнаул | 6121/6123 6131/6133 | Барнаул — Рубцовск |
| 6117                | Рубцовск — Локоть  | 6120                | Локоть — Рубцовск  |